# Peyritschiella
Peyritschiella Thaxt. – rodzaj grzybów z rzędu owadorostowców (Laboulbeniales). Grzyby mikroskopijne, pasożyty stawonogów, głównie owadów (grzyby entomopatogeniczne).

## Systematyka
Pozycja w klasyfikacji według Index Fungorum: Peyritschiella, Laboulbeniaceae, Laboulbeniales, Laboulbeniomycetidae, Laboulbeniomycetes, Pezizomycotina, Ascomycota, Fungi.
Takson ten w 1890 r. utworzył Roland Thaxter. Synonimy: Dichomyces Thaxt. 1893, Rheophila Cépède & F. Picard 1907.

## Gatunki
Index Fungorum w 2020 r. wymienia 51 gatunków tego rodzaju. W Polsce ich występowanie jest jeszcze słabo zbadane. Tomasz Majewski, jedyny polski mykolog zajmujący się nimi na szerszą skalę, do 2003 r. wymienił 6 gatunków występujących w Polsce:
- Peyritschiella biformis (Thaxt.) I.I. Tav. 1985
- Peyritschiella furcifera (Thaxt.) I.I. Tav. 1985
- Peyritschiella geminata Thaxt. 1894
- Peyritschiella princeps (Thaxt.) I.I. Tav. 1985
- Peyritschiella protea Thaxt. 1900
- Peyritschiella vulgata (Thaxt.) I.I. Tav. 1985

Nazwy naukowe według Index Fungorum. Wykaz gatunków według T. Majewskiego.